# أهالينا (مسلسل)
أهالينا، مسلسل مصري تم عرضه في يناير 1997، تدور أحداث المسلسل حول فترة التسعينيات وعلاقة الناس بعضهم ببعض خلال هذه الفترة، ويصوّر لنا ما تتسم به الشخصية المصرية من الجانب الإنسانى والمواقف الأخلاقية، ويسلط المسلسل الضوء على مفهوم الترابط الأسري من خلال أحداث يومية من الشارع المصري.

## طاقم العمل
- صابرين  (سمية)
- حسن حسني  (سيد صالح)
- خيرية أحمد
- هشام سليم
- طارق لطفي
- محمد عبد الحافظ
- سيد عبد الكريم  (أنس المختار صالح)
- ماجدة الخطيب
- ميرنا المهندس
- منى زكي
- داليا إبراهيم
- محمد الدفراوي

## وصلات خارجية
- أهالينا على موقع قاعدة بيانات الأفلام العربية